# Stenobiella hirsutissima
Stenobiella hirsutissima is een insect uit de familie van de Berothidae, die tot de orde netvleugeligen (Neuroptera) behoort. 
Stenobiella hirsutissima is voor het eerst wetenschappelijk beschreven door Tillyard in 1916.